# Enric de Cardona i Enríquez
Enric de Cardona i Enríquez (Castell d'Arbeca, 1485 - Roma 1530). Fou bisbe de Barcelona (1505-1512), arquebisbe de Mont-real de Sicília (1512) i cardenal del títol de San Marcello (1527).

## Antecedents
Fill de Joan Ramon Folc IV, duc de Cardona, germà de Lluís de Cardona i Enríquez, president de la Generalitat de Catalunya (1524-1527), i nebot de l'arquebisbe de Tarragona, Pere de Cardona, de qui fou el preferit.

## Biografia
Per intermediació del rei d'Aragó Ferran II arribarà a bisbe de Barcelona en 1505, enfront de l'ardiaca Lluís Desplà i d'Oms, que havia estat elegit pel capítol de la catedral. El 1512 és nomenat arquebisbe de Mont-real de Sicília, renuncià el bisbat si bé continuà residint a Barcelona. El mestre de capella de Tarragona, Francisco Tovar, li dedicà en 1510 el seu Libro de la música práctica. Col·laborà a l'adaptació catalana del diccionari de Nebrija enllestida per Martí Ivarra. Acompanyà el nou papa Adrià VI des de Barcelona a Roma (1522), a on seria nomenat prefecte del Castel Sant'Angelo. Fou enterrat a l'església de Montserrat a Roma.